# Метатеза
Метате́за (др.-греч. μετάθεσις, перестановка) — взаимная перестановка звуков или слогов в словах на почве ассимиляции или диссимиляции.
Чаще всего встречается, когда слово из одного языка переходит в другой, то есть при заимствовании иноязычных слов, при переходе слова из городского литературного языка в диалекты и при освоении детьми речи взрослых, например:
- В заимствованных словах: футляр (из нем. Futteral), тарелка (раньше: талерка, ср. бел. талерка, пол. talerz, шведское tallrik, немецкое Teller с тем же значением), мольберт (из немецкого Malbrett — «доска для рисования»), Фрол (из латинского floris — «цветок»), Селиверст (из латинского silvester — «лесной»), Траханиотовы (из греч. Ταρχανειώτης); русские слова нерв, нервный идут от латинского nervus, тогда как в греческом было νεῦρον, откуда невроз, неврит, невропатолог, но нейрохирургия, марганец (из немецкого Manganerz — «марганцевая руда»);
- При переходе слов в диалект: ведмедь от медведь (праслав. *medvědь), водополье от половодье[1], перелинка от пелеринка, капость от пакость;
- В детском языке при усвоении речи взрослых: салатка (из ласатка, то есть лошадка), макейка (из камейка, то есть скамейка) и т. п.

По данным психологии, количество и качество элементов, составляющих данное целое, улавливается гораздо скорее и легче, чем их последовательность (ср. запоминание цвета и порядка расположения цветов на трёхцветных флагах).